# Jawad El Yamiq
Jawad El Yamiq (en árabe: جواد الياميق‎; Juribga, 29 de febrero de 1992) es un futbolista marroquí que juega en la demarcación de defensa para el Al-Najma S. C. de la Liga Profesional Saudí.

## Trayectoria
Jugó en su país de nacimiento en el Olympique Khouribga y el Raja Casablanca antes de dar el salto al fútbol italiano de la mano del Genoa C. F. C. en 2018.
Jugó la segunda parte de la temporada 2019-20 cedido por el club italiano en la Segunda División de España con el Real Zaragoza, disputando un total de 14 de partidos.
El 24 de septiembre de 2020 se convirtió en jugador del Real Valladolid C. F. por cuatro temporadas, tras el acuerdo al que se llegó con el Genoa C. F. C., que recibiría 250 000 €. En tres campañas jugó 70 encuentros entre Primera y Segunda División y Copa del Rey.
El 15 de agosto de 2023 fue traspasado al Al-Wehda Club. El traspaso se cifró en 1 200 000 € más la posibilidad de 300 000 € en variables. En este equipo estuvo dos años y en agosto de 2025 se unió al Al-Najma S. C. que acababa de ascender a la Liga Profesional Saudí.

## Selección nacional
Hizo su debut con la selección de fútbol de Marruecos el 16 de enero de 2016 en un encuentro para el Campeonato Africano de Naciones de 2016 contra Gabón que finalizó con un resultado de empate a cero. Además disputó varios partidos del Campeonato Africano de Naciones de 2018.

### Participaciones en Copas del Mundo
| Mundial      | Sede  | Resultado     | Partidos | Goles |
| ------------ | ----- | ------------- | -------- | ----- |
| Mundial 2022 | Catar | Cuarto puesto | 6        | 0     |

### Goles internacionales
| # | Fecha                 | Estadio                                   | Oponente | Gol | Resultado | Competición                                                   |
| - | --------------------- | ----------------------------------------- | -------- | --- | --------- | ------------------------------------------------------------- |
| 1 | 18 de agosto de 2017  | Estadio Moulay Abdellah, Rabat, Marruecos | Egipto   | 1-0 | 3-1       | Clasificación para el Campeonato Africano de Naciones de 2018 |
| 2 | 11 de octubre de 2019 | Stade d'Honneur, Oujda, Marruecos         | Libia    | 1-0 | 1-1       | Amistoso                                                      |
| 3 | 8 de junio de 2021    | Estadio Moulay Abdellah, Rabat, Marruecos | Ghana    | 1-0 | 1-0       | Amistoso                                                      |

## Clubes
- Actualizado a 26 de mayo de 2025.

| Club                          | País           | Año       | Partidos | Goles |
| ----------------------------- | -------------- | --------- | -------- | ----- |
| Olympique Khouribga           | Marruecos      | 2012-2016 | 127      | 7     |
| Raja Casablanca               | Marruecos      | 2016-2018 | 51       | 3     |
| Genoa C. F. C.                | Italia         | 2018      | 4        | 0     |
| A. C. Perugia Calcio (cedido) | Italia         | 2018-2019 | 22       | 1     |
| Genoa C. F. C.                | Italia         | 2019-2020 | 4        | 0     |
| Real Zaragoza (cedido)        | España         | 2020      | 14       | 0     |
| Real Valladolid C. F.         | España         | 2020-2023 | 70       | 3     |
| Al-Wehda Club                 | Arabia Saudita | 2023-2025 | 51       | 5     |
| Al-Najma S. C.                | Arabia Saudita | 2025-     |          |       |

## Palmarés

### Campeonatos nacionales
| Título         | Club                | País      | Año  |
| -------------- | ------------------- | --------- | ---- |
| Copa del Trono | Olympique Khouribga | Marruecos | 2015 |
| Copa del Trono | Raja Casablanca     | Marruecos | 2017 |

### Campeonatos internacionales
| Título                          | Club                   | País      | Año  |
| ------------------------------- | ---------------------- | --------- | ---- |
| Campeonato Africano de Naciones | Selección de Marruecos | Marruecos | 2018 |